# 南仁乡
南仁乡是中国陕西省咸阳市武功县下辖的一个乡。

## 行政区划
南仁乡下辖以下行政区：
仁北村、仁南村、凹里村、上寨村、北坡村、肖马村、曹店村、何家村、弓家村、上显村、西何村、东何村、兴城村、赵村、靳家塬村、倪远村、下寨村、董辛村